# Shubert
Shubert és una població dels Estats Units a l'estat de Nebraska. Segons el cens del 2000 tenia 252 habitants.

## Demografia
Segons el cens del 2000, Shubert tenia 252 habitants, 100 habitatges, i 64 famílies. La densitat de població era de 463,3 habitants per km².
Dels 100 habitatges en un 37% hi vivien nens de menys de 18 anys, en un 49% hi vivien parelles casades, en un 9% dones solteres, i en un 36% no eren unitats familiars. En el 31% dels habitatges hi vivien persones soles el 13% de les quals corresponia a persones de 65 anys o més que vivien soles. El nombre mitjà de persones vivint en cada habitatge era de 2,52 i el nombre mitjà de persones que vivien en cada família era de 3,2.
Per edats la població es repartia de la següent manera: un 31,7% tenia menys de 18 anys, un 7,5% entre 18 i 24, un 29,4% entre 25 i 44, un 18,7% de 45 a 60 i un 12,7% 65 anys o més.
L'edat mediana era de 36 anys. Per cada 100 dones de 18 o més anys hi havia 95,5 homes.
La renda mediana per habitatge era de 25.417 $ i la renda mediana per família de 35.625 $. Els homes tenien una renda mediana de 25.455 $ mentre que les dones 20.625 $. La renda per capita de la població era d'11.505 $. Aproximadament el 7,2% de les famílies i el 14,9% de la població estaven per davall del llindar de pobresa.

## Poblacions més properes
El següent diagrama mostra les poblacions més properes.